# Ödhäusl

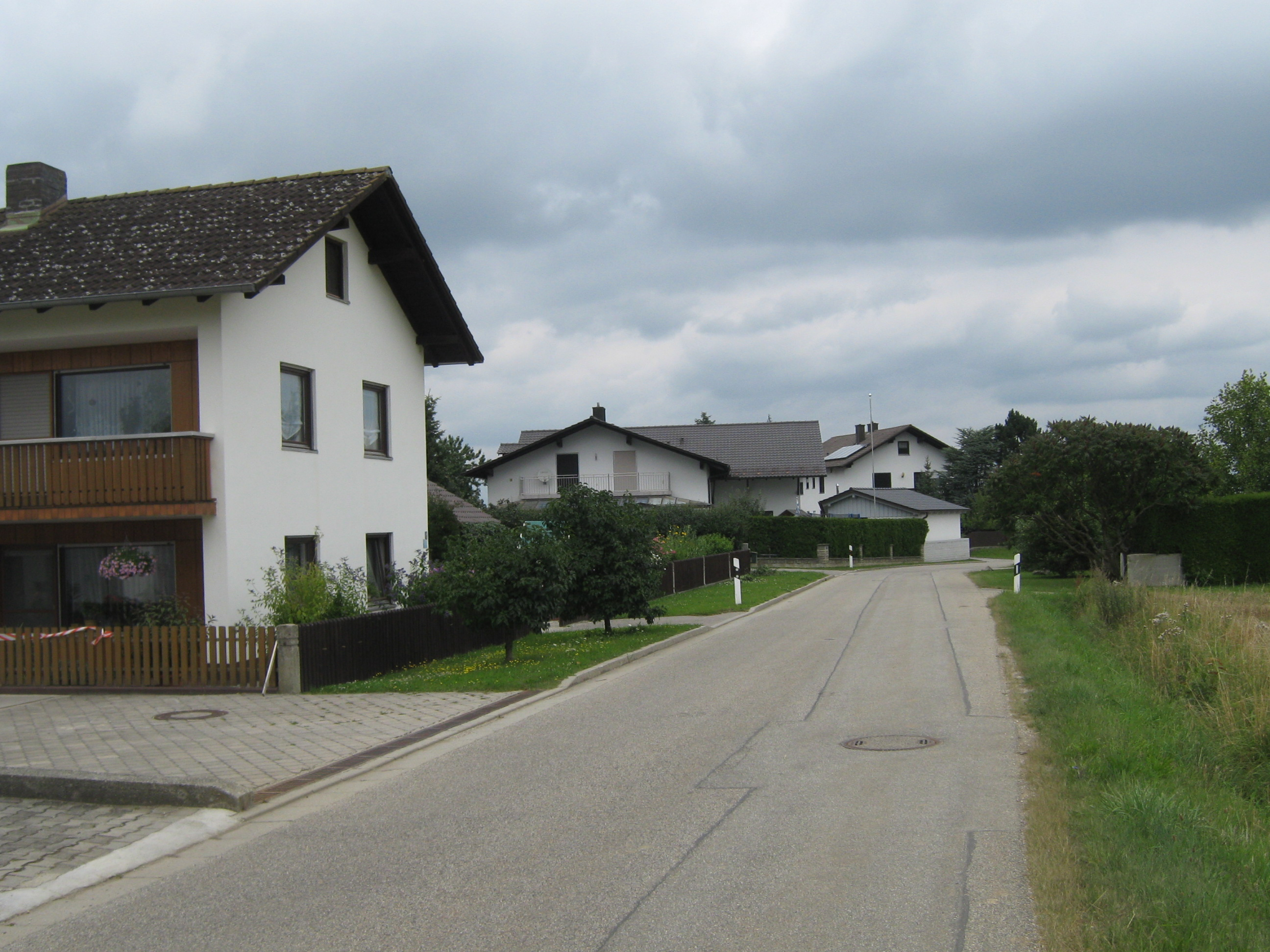
Blickrichtung Norden

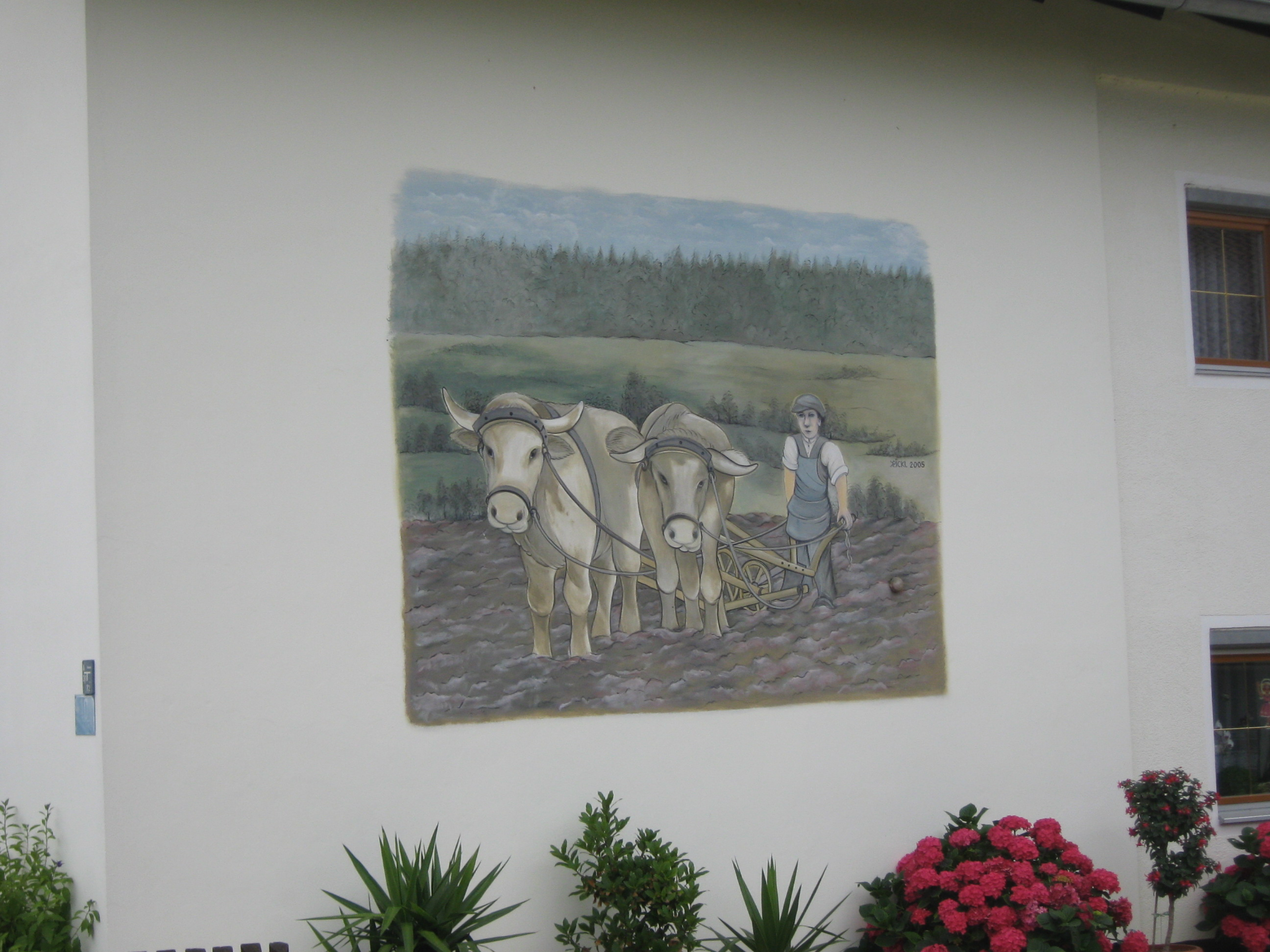
Wandgemälde an Hausnummer 10

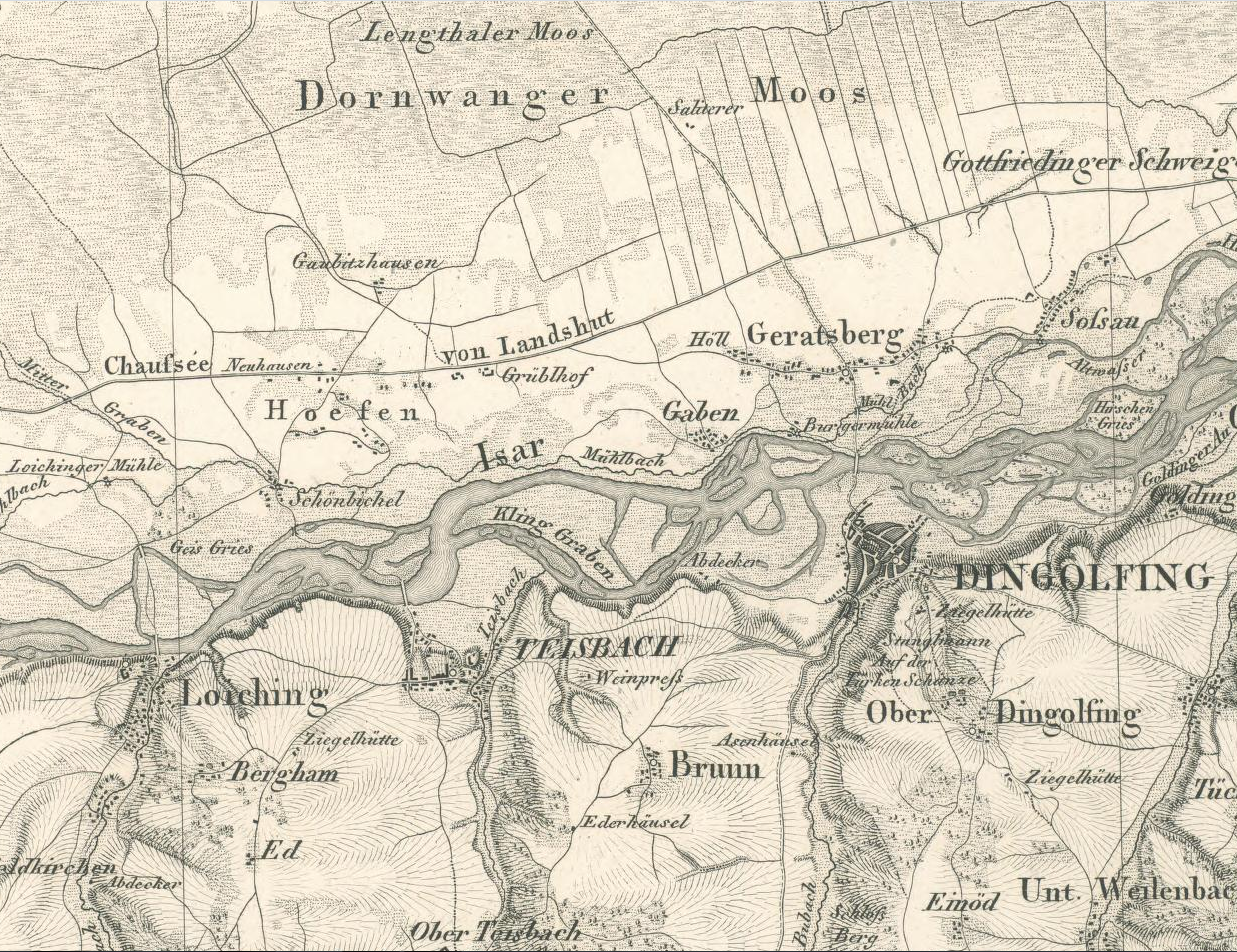
Ederhäusel bei Brunn
auf der Karte von 1835

Ödhäusl ist ein Weiler im Landkreis Dingolfing-Landau im Regierungsbezirk Niederbayern. Sie gehört zu der Stadt Dingolfing, Gemarkung Frauenbiburg. Auf der amtlichen Karte von 1866 ist hier nur ein Gebäude mit dem Namen Ederhäusel verzeichnet.
Ödhäusl, 500 Meter südwestlich des Kirchdorfes Brunn, umfasste ursprünglich nur einen Bauernhof, später zwei oder drei. In jüngster Zeit ist die Bevölkerungszahl gewachsen, auch neue Wohngebäude wurden errichtet, sodass der landwirtschaftliche Charakter des Ortes etwas in den Hintergrund trat. Die ländliche Prägung blieb dennoch erhalten. Ödhäusl hat rund 30 Einwohner. Es existieren sieben Wohngebäude mit den Hausnummern 1, 2, 4, 5, 10, 12 und 14 unter der Straßenanschrift Ödhäusl in 84130 Dingolfing. Das ursprüngliche Anwesen Ederhäusel stand bei der heutigen Hausnummer 12.
Die Wallfahrtskapelle Heimlichleiden befindet sich rund 500 Meter südlich von Ödhäusl sowie daran anschließend das Schermauer Holz. Der Kreuzweg zur Kapelle endet nahe der Gemeindestraße nach Oberteisbach, die erst in den 1960er Jahren im Zuge der Flurbereinigung asphaltiert wurde.
Die Straße nach Ödhäusl wird gern als Wandermöglichkeit für Bewohner der Neubaugebiete Brunnerfeld I und II, die sich nur rund 1 bis 2 km entfernt befinden, genutzt. Auch bei Nordic-Walking-Liebhabern erfreut sich die Strecke großer Beliebtheit.
Ödhäusl ist kein amtlich benannter Gemeindeteil, sondern wird unter dem benachbarten Dorf Brunn subsumiert. Er wird in keinem der ab 1875 erschienenen Ortsverzeichnisse des Bayerischen Statistischen Landesamtes nachgewiesen, sondern nur im Bayerischen Ortsverzeichnis von 1867. Es wird jedoch als Straße im Straßenverzeichnis von Dingolfing geführt.